# Mats Hillert
Mats Hilding Hillert, född 28 november 1924 i Göteborg, död 2 november 2022, var en svensk professor emeritus i metallografi vid Kungl. Tekniska högskolan. Han var bror till Sten Hillert.
Hillert blev civilingenjör i kemiteknik vid Chalmers tekniska högskola 1947. Efter militärtjänst började han 1948 arbeta vid Institutet för Metallforskning, där han fick intresse för att utnyttja radioaktivitetsbaserade mätmetoder för att studera metallers struktur. Efter att ha fått intresse för forskarutbildning inom detta område kompletterade han sina studier med fysik vid KTH och flyttade till USA år 1953 för att genomgå forskarutbildning vid MIT, där han 1956 tog en doktorsexamen (Sc.D.) i metallurgi, innan han kom tillbaka till Sverige. Han utsågs till professor vid KTH 1961.
Hillert var verksam inom flera områden av metallforskningen, bland annat termodynamik och fasomvandlingar.
Hillert invaldes 1973 som ledamot av Ingenjörsvetenskapsakademien i dess klass för bergsvetenskap och blev 1982 ledamot av Vetenskapsakademien i dess klass för tekniska vetenskaper. Han blev 1997 utländsk associerad ledamot av amerikanska National Academy of Engineering.
År 1979 utsågs han till teknologie hedersdoktor vid Chalmers. Tillsammans med Bengt Rånby tilldelades Hillert KTH:s stora pris 1991.